# Lucian Teofil Boar
Lucian Teofil Boar (n. 29 martie 1965, Arad, România), cunoscut sub numele de scenă Teo Boar, este un chitarist, vocalist și compozitor român.

## Biografie
Începe să cânte la vârsta de 7 ani la vioară, apoi, de la 12 ani învață chitară, fiind îndrumat de un profesor, apoi perfecționându-se ca autodidact. În 1981, la vârsta de 16 ani, începe să activeze în formația liceului nr.8 Arad, formația numindu-se HIDRO GROUP 8. După un an reînființează formația PACIFIC, formație fondată de fratele său, Dorel Boar, chitarist și el, dispărut pe Litoral in 1972, la numai 21 de ani. În perioada 1981-1990 își desfășoară activitatea atât în cadrul formației liceului cât și împreună cu PACIFIC, la Clubul Tineretului din Arad, făcând parte între 1986-1989 și din formația CARUSELL din Arad.

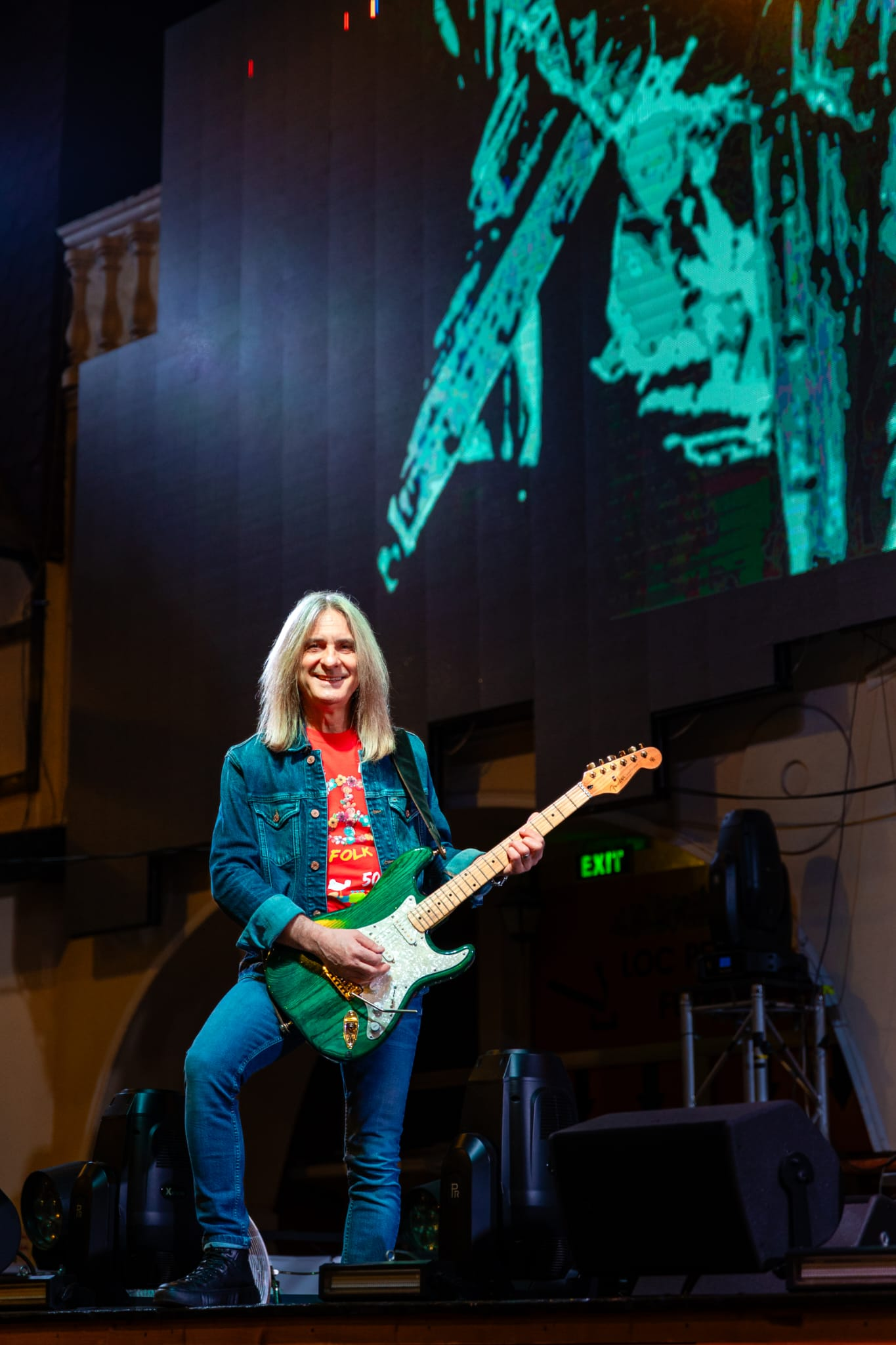
Fotografie din activitate concertistică „Sunt un frate tânăr„ alături de formația TVA - Berăria H

Mentorii săi au fost muzicienii arădeni Ghighi Iovin și Virgil Iuga. Din anul 1990, timp de aproape 2 ani, formația PACIFIC devine "SAN ROCK", o dată cu preluarea ei de către un sponsor local, Mircea Santau. Începând cu 1992  se revine la denumirea PACIFIC. Tot în acest an începe colaborarea cu IOAN GYURI PASCU, împreună cu colegii de la PACIFIC formând grupul  IOAN GYURI PASCU & THE BLUE WORKERS. În acest timp participă la imprimarea a 4 albume împreună cu Gyuri Pascu si Vlady Cnejevici, desfășurând în paralel și activitatea concertistică alături de PACIFIC și I.G.PASCU & THE BLUE WORKERS. În perioada 1996-1997 cântă în Germania împreună cu PACIFIC. Din 1995 colaborează împreuna cu colegii cu Grupul DIVERTIS în spectacole și emisiuni de televiziune. În anul 2003, formației PACIFIC i se alătură solistul vocal Leo Iorga și claviaturistul Vlady Cnejevici, devenind PACIFICA , formula în care imprimă 2 albume. 
Din anul 2009,  începe sa colaboreze și cu MIRCEA BANICIU, mai apoi cu grupul PASAREA COLIBRI. Colaborează, pe parcursul a peste 35 de ani de activitate, cu zeci de soliști, alături de care cântă și imprimă materiale discografice. Participă la sute de emisiuni de televiziune și la câteva mii de concerte în țară și în străinătate în formațiile unde a activat și activează până în prezent. Efectuează turnee și participă la cele mai importante festivaluri din țară (Cerbul de Aur, Mamaia), festivaluri rock din țară și străinătate. Din anul 2011 este solicitat în calitate de chitarist și solist vocal să participe la imprimarea muzicii pe coloanele sonore a mai multor filme de lung metraj românești.

### Activitate concertistică
În prezent activează în calitate de chitarist și vocalist în următoarele formații:
- PACIFICA din 2003 (Pacific din 1982)
- MIRCEA BANICIU & BAND (din 2009)
- THE BLUE WORKERS (din 2019)
- SUNT UN FRATE TÂNĂR - în onoarea lui Florian Pittiș (din 2019)
- T.V.A. - Trupa cu Valoare Adăugată (din 2021)

A mai activat în formațiile: PACIFIC (1982-2003),  CARUSEL (1986-1990), IOAN GYURI PASCU & THE BLUE WORKERS (1992-2016), LEO IORGA & PACIFICA (2016-2019), PASĂREA ROCK 2014-2016), PASĂREA COLIBRI (2010-2015), MIRCEA RUSU BAND (2017-2021), colaborare cu grupul DIVERTIS (1995-2003).

## Discografie
- Ioan Gyuri Pascu – Mixed Grill - 1993
- Ioan Gyuri Pascu – Mașina Cu Jazzolină - 1994
- Grimegod – Under The Sad And Silent Sky - 1995
- Ioan Gyuri Pascu – Caseta Pentru (...) Gură - 1996
- Divertis PRO Vot Show - "Marea Unire" - Divertis – La Pro TV (Volumul 2) - 1997
- Divertis – Vaideno! - 1998
- Ioan Gyuri Pascu – Stângul De A Visa - 2002
- Ioan Gyuri Pascu – Jocul De-a Joaca - 2004
- Pacifica (4) – O Altă Tăcere - 2005
- Mircea Baniciu – Eșarfa (Best Of, Vol. 1) - 2008
- Mircea Baniciu – Best Of Vol. 2 - 2010
- Leo Iorga & Pacifica (4) – După Ani Și Ani... - 2011
- Pasărea Rock – Legenda - 2014
- Pasărea Rock – Călușandra - 2015
- Ioan Gyuri Pascu – Casa Inimii - 2015
- Vlady Cnejevici – Ieri Si Azi -2020
- Mircea Baniciu – Best Of (Volumele I , II & III) - 2022
- TVA - Trupa Cu Valoare Adăugată – Mă-ntoarce Timpul - 2022